# 铬酸镁
铬酸镁是一种无机化合物，化学式 MgCrO4。  它是一种黄色，无味的水溶性固体，具有多种重要的工业用途。该铬酸盐可以制成粉末。

## 历史
在1940年之前，关于铬酸镁及其水合物的文献很少，但是从那年开始的研究着眼于其性质和溶解性。 

## 用处
商业上，铬酸镁可以以无水或水合物的粉末形式出售，粉末大小从纳米级别到微米级别的大小都有。
作为水合物，水合铬酸镁可用作腐蚀抑制剂和颜料，  或作为化妆品中的成分。 
2011年，伦敦大学学院的科学家发现了这种化合物的十一水合物（含有11个水分子）。 

## 危害
铬酸镁水合物应在室温下保存，目前尚无治疗用途。   它是已被确认的致癌物，可能引起急性中毒和皮炎。如果吸入，可能会损害肾脏和肝脏，因此应将其视为危险废物。